# Quai de la Loire
Der Quai de la Loire ist eine Uferstraße am Bassin de la Villette im 19. Arrondissement von Paris.

## Lage
Die Straße beginnt an der Rue de Crimée und führt als Einbahnstraße zur Kreuzung Avenue Jean Jaurès – Place de la Bataille de Stalingrad bei der Schleuse von La Villette zum Canal Saint-Martin.

## Namensursprung
Die Straße ist nach der Loire benannt, dem längsten Fluss Frankreichs.

## Geschichte
Die ursprüngliche „Route départementale N. 76“, wurde 1829 nach dem Bau des Canal de l’Ourcq und der Aufstauung des Bassin de la Villette zu einer Uferstraße ausgebaut und erhielt 1857 ihren heutigen Namen.
Direkt am Ufer sind Promenadenwege angelegt worden: 2005 Promenade Jean Vigo und 2008 Promenade Éric Tabarly.

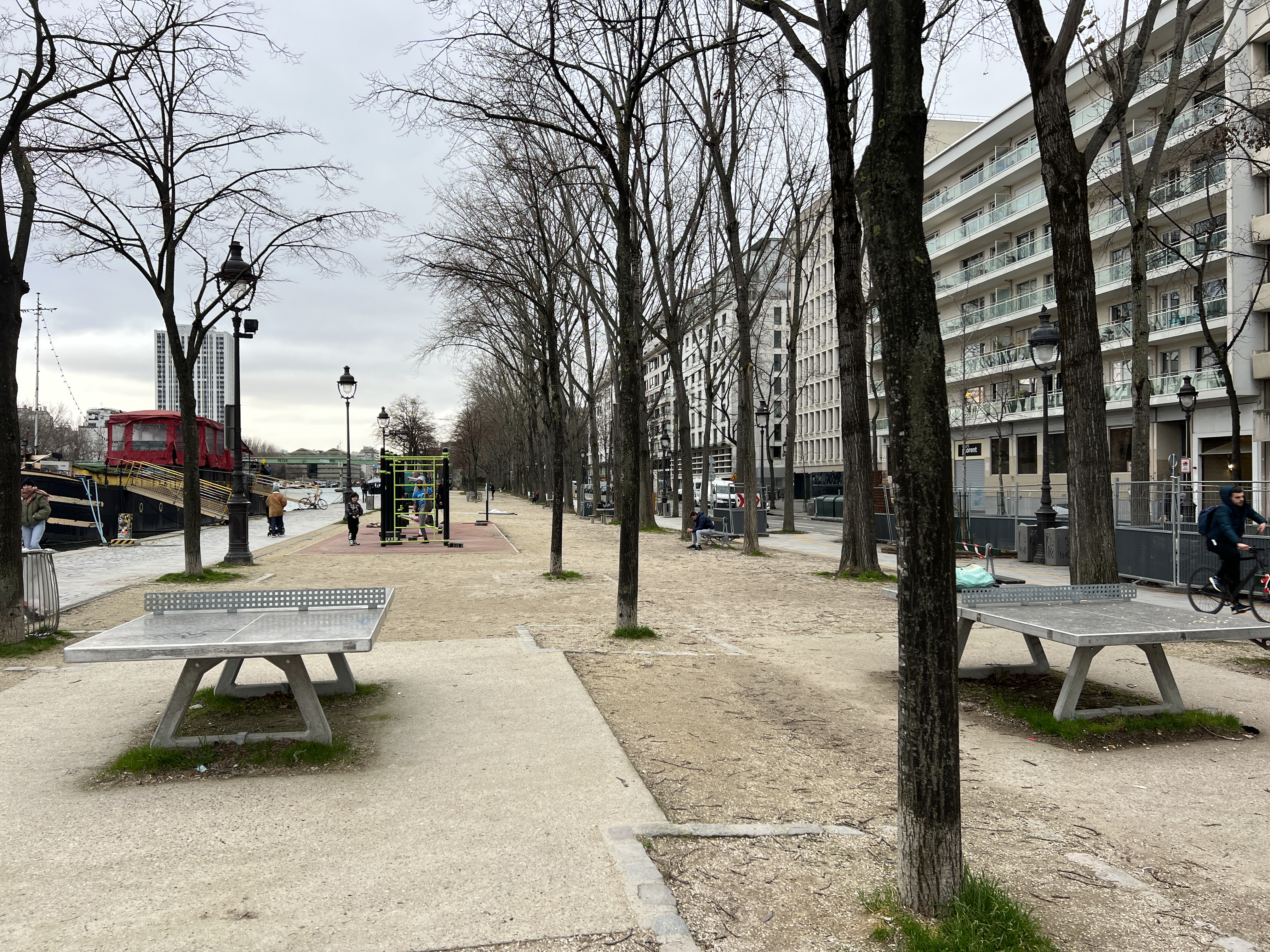
Promenade Jean Vigo
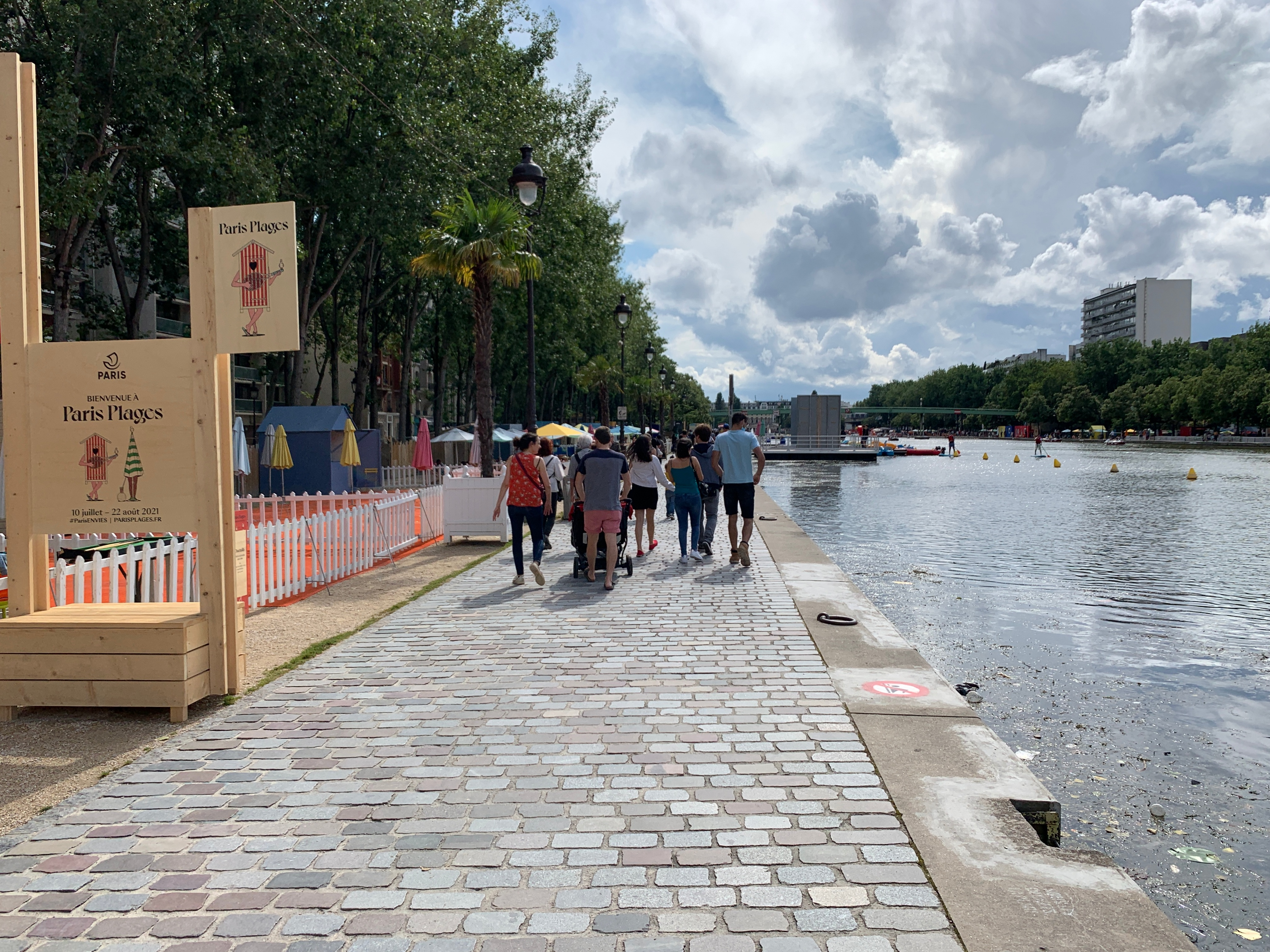
Promenade Éric Tabarly